# 墨西哥長鰭蝠魚
墨西哥長鰭蝠魚，為輻鰭魚綱鮟鱇目棘茄魚亞目棘茄魚科的其中一種，分布於中西大西洋的墨西哥灣及加勒比海；中東大西洋幾內亞灣至納米比亞海域，屬深海底棲性魚類，棲息深度750-2300公尺，體長可達19.2公分，棲息在底層水域，生活習性不明。

## 扩展阅读
維基物種上的相關：墨西哥長鰭蝠魚